# Gustavo Fontán
Gustavo Fontán és un director de cinema i de teatre argentí que va néixer a Banfield, província de Buenos Aires, Argentina, el 24 de desembre de 1960, des de 2013 està en parella amb la reeixida escriptora Gloria Amelia Peirano.

## Activitat professional
Es va llicenciar en Lletres en la Facultat de Filosofia i Lletres de la Universitat de Buenos Aires i va fer cursos de realització cinematogràfica. És professor a la Facultat de Ciències Socials de la Universitat Nacional de Lomas de Zamora. Va dirigir films de ficció i documentals, ha escrit narracions, poemes i drames i és director de teatre.
Va dirigir els curtmetratges Luz de otoño (1992) i Canto de cisne (1994). Aquest últim entorn de la figura i la poètica de Jacobo Fijman, un poeta que va viure durant 30 anys internat a l'Hospital psiquiàtric Borda a Buenos Aires. Després van venir els migmetratges Ritos de paso (1997), un film de cinema experimental sobre la figura de l'escriptor argentí Macedonio Fernández (1997) i Marechal o la batalla de los ángeles (2001), un documental sobre l'escriptor argentí Leopoldo Marechal.
El 1994 va ser assistent de direcció als documentals Mariquita y Perichona dirigit per Clara Zapettini i Regina, dirigit per Laura Búa, ambdós produïts per Lita Stantic.
El 2003 va estrenar el seu primer llargmetratge Donde cae el sol,que va ser l'última pel·lícula protagonitzada per Alfonso De Grazia, en la qual també va actuar Mónica Gazpio, que va participar en 2002 el Festival Internacional de Cinema de Mar del Plata, en 2003 a la IX Mostra de Cinema Llatinoamericà de Lleida, on va obtenir el Premi del Públic i al Festival de Cinema Llatinoamericà de Tolosa de Llenguadoc. En 2003 va col·laborar en el guió de La cruz del Sur, film dirigit per Pablo Reyero que va competir al Festival Internacional de Cinema de Canes de 2003. Com a director de teatre es recorden les seves posades a El despojamiento de Griselda Gambaro i El acompañamiento de Carlos Gorostiza.
En 2011 va rebre el Diploma al Mèrit de la Fundació Konex com un dels 5 millors documentalistes de la dècada.

## Director de teatre
- El despojamiento, de Griselda Gambaro (2000)
- Ojalá venga pronto el pájaro del río, d'ell mateix (1998)
- El acompañamiento, de Carlos Gorostiza (1996)
- Umbral para dos solos, d'ell mateix (1995)
- Del maravilloso mundo animal: Los corderos

## Filmografia
Director de cinema
- "limonero real" (2016)
- El rostro (2013)
- La casa (2012)
- La madre (2012)
- Elegía de abril (2010)
- La madre (2009)
- La orilla que se abisma (2008)
- El árbol (2006)
- El paisaje invisible (2003). Migmetratge.
- Donde cae el sol (2002)
- Marechal, o la batalla de los ángeles (2001). Migmetratge 63 min.
- Ritos de paso (1997). Migmetratge 60 min.
- Canto del cisne (1994). Curtmetratge 20 min.
- Luz de otoño (1992). Curtmetratge 30 min.

Guionista de cine
- Elegía de abril (2010)
- La madre (2009)
- La orilla que se abisma (2008)
- El paisaje invisible (2003). Migmetratge
- Donde cae el sol (2002)
- La cruz del sur (2002)
- Marechal, o la batalla de los ángeles (2001). Migmetratge.
- Ritos de paso (1997). Migmetratge
- Canto del cisne (1994). Curtmetratge
- Luz de otoño (1992). Curtmetratge.

Productor
- La madre (2009)
- El paisaje invisible (2003). Migmetratge.
- Donde cae el sol (2002)

Asistente de dirección
- Mariquita y Perichona (1994)
- Regina (1994)

Actor
- El árbol (2006)